# Crucibulum subactum
Crucibulum subactum är en snäckart som beskrevs av S. S. Berry 1963. Crucibulum subactum ingår i släktet Crucibulum och familjen toffelsnäckor. Inga underarter finns listade i Catalogue of Life.